# COLLADA

COLLADA(COLLAborative Design Activity, 콜라다)는 상호작용 3D 애플리케이션을 위한 교환 파일 형식이다. 비영리 기술 컨소시엄 크로노스 그룹이 관리하고 있으며 ISO에 의해 ISO/PAS 17506라는 사양으로 채택되었다.
COLLADA는 비호환 파일 포맷의 자산을 저장할 수 있는 다양한 그래픽스 응용 소프트웨어 간의 디지털 자산을 교환하기 위한 개방형 표준 XML 스키마를 정의한다. 디지털 자산을 기술하는 COLLADA 문서들은 XML 파일로 되어 있으며 파일 확장자는 보통 .dae(digital asset exchange)로 식별한다.

## 역사
원래 소니 인터랙티브 엔터테인먼트의 Rémi Arnaud와 Mark C. Barnes가 개발하였으며, 그 뒤로 회원의 자금 지원을 받는 산업 컨소시엄인 크로노스 그룹의 소유로 되고 있으며 현재 소니와 저작권을 공유하고 있다. COLLADA 스키마와 사양은 크로노스 그룹으로부터 자유로이 이용할 수 있다. COLLADA DOM은 SCEA 공유 소스 라이선스(Shared Source License)를 사용한다.
여러 그래픽스 기업들이 잠재적 최대 고객층에 유용한 도구를 만들기 위해 COLLADA의 초창기부터 소니와 협업을 하면서 COLLADA는 크로노스 기여자들의 노력을 통해 꾸준히 발전해나가고 있다. 초기 협업자에는 Alias Systems Corporation, Criterion Software, 오토데스크, 아비드 테크놀로지가 포함된다. 수십 곳의 상용 게임 스튜디오와 게임 엔진들이 이 표준을 채택해오고 있다.

## 소프트웨어 도구
- 3ds 맥스 (ColladaMax)
- 어도비 포토샵
- ArtiosCAD
- 블렌더
- Bryce
- Carrara
- Cheddar Cheese Press (model processor) 보관됨 2019-11-09 - 웨이백 머신
- Chief Architect Software
- 시네마 4D (MAXON)
- CityEngine
- Clara.io
- DAZ Studio
- Delphi
- E-on Vue 9 xStream
- 프리캐드
- FormZ
- Houdini
- iBooks Author
- IC3D
- 라이트웨이브 3D (v 9.5)
- MakeHuman
- 마야 (ColladaMaya)
- MeshLab
- 모도
- OpenRAVE
- Poser Pro (v 7.0)
- 로봇 운영 체제
- Shade 3D (E Frontier, Mirye)
- 스케치업 (v 8.0)
- Softimage|XSI
- Strata 3D
- Vectorworks
- Visual3D Game Development Tool
- Wings 3D
- 엑스코드 (v 4.4+)

## 게임 엔진
- Ardor3D
- Blender Game Engine
- C4 엔진
- 크라이엔진
- EON Studio
- FireMonkey
- GamePlay
- Godot
- GLGE
- Irrlicht Engine

- 매스매티카[4]

- OpenSimulator
- Panda3d
- Pyrogenesis
- SceneKit
- ShiVa
- Spring
- Torque 3D
- Turbulenz
- Unigine
- 유니티
- Vanda Engine
- Visual3D Game Engine
- Neoaxis 3d Game Engine
- HPL Engine 1

## 애플리케이션
- ArcGIS
- 아키캐드
- 오토데스크 InfraWorks
- BricsCAD
- Chief Architect Software
- EON Professional
- 구글 어스 (v 4)
- JanusVR
- 커벌 스페이스 프로그램
- 메이플
- 오픈 원더랜드
- 오픈시뮬레이터
- Mac OS X 10.6의 미리보기
- NASA 월드 윈드
- SAP Visual Enterprise Author
- 세컨드 라이프
- 스케치업
- Systems Tool Kit (STK)
- TNTmips
- Microstation

## 라이브러리
- COLLADA DOM (C++)
- FCollada (C++)
- OpenCOLLADA (C++)
- pycollada 보관됨 2013-01-27 - 웨이백 머신 (파이썬)
- Scene Kit (오브젝티브-C)
- GLGE (자바스크립트)
- Three.js (자바스크립트)
- StormEngineC (자바스크립트)

## 버전
- 1.0: 2004년 10월
- 1.2: 2005년 2월
- 1.3: 2005년 6월
- 1.4.0: 2006년 1월.
- 1.4.1: 2006년 7월.
- 1.5.0: 2008년 8월.[5] Formalised as ISO/PAS 17506:2012.

## 같이 보기
- FBX
- 이미지 파일 형식
- OpenGEX
- U3D
- VRML
- WebGL
- X3D